# Салоби (Тренто)
Салоби је насеље у Италији у округу Тренто, региону Трентино-Јужни Тирол.
Према процени из 2011. у насељу је живело 99 становника. Насеље се налази на надморској висини од 999 м.